# Estherville
Estherville és una població dels Estats Units a l'estat d'Iowa. Segons el cens del 2000 tenia 6.656 habitants.

## Demografia
Segons el cens del 2000, Estherville tenia 6.656 habitants, 2.729 habitatges, i 1.689 famílies. La densitat de població era de 494,2 habitants/km².
Dels 2.729 habitatges en un 27,8% hi vivien nens de menys de 18 anys, en un 49,6% hi vivien parelles casades, en un 9,7% dones solteres, i en un 38,1% no eren unitats familiars. En el 32,9% dels habitatges hi vivien persones soles el 17% de les quals corresponia a persones de 65 anys o més que vivien soles. El nombre mitjà de persones vivint en cada habitatge era de 2,3 i el nombre mitjà de persones que vivien en cada família era de 2,93.
Per edats la població es repartia de la següent manera: un 23,1% tenia menys de 18 anys, un 12,3% entre 18 i 24, un 24,1% entre 25 i 44, un 20,3% de 45 a 60 i un 20,2% 65 anys o més.
L'edat mediana era de 38 anys. Per cada 100 dones de 18 o més anys hi havia 89,3 homes.
La renda mediana per habitatge era de 31.279 $ i la renda mediana per família de 41.042 $. Els homes tenien una renda mediana de 27.500 $ mentre que les dones 20.441 $. La renda per capita de la població era de 16.488 $. Entorn del 5% de les famílies i el 8,1% de la població estaven per davall del llindar de pobresa.

## Poblacions més properes
El següent diagrama mostra les poblacions més properes.